# Weibullovo rozdělení
Weibullovo rozdělení je spojité rozdělení pravděpodobnosti. Jméno nese po švédském matematikovi Waloddim Weibullovi, který jej podrobně popsal v roce 1951, ačkoli bylo poprvé identifikováno Fréchetem (1927) a poprvé použito Rosinem a Rammlerem (1933) k popisu distribuce velikosti částic.

## Standardní parametrizace

Hustota pravděpodobnosti

Distribuční funkce

Hustota pravděpodobnosti Weibullovy náhodné veličiny je:
{\displaystyle f(x;\lambda ,k)={\begin{cases}{\frac {k}{\lambda }}\left({\frac {x}{\lambda }}\right)^{k-1}e^{-(x/\lambda )^{k}}&x\geq 0,\\0&x<0,\end{cases}}}
kde k > 0 je parametr tvaru a λ > 0 je měřítko distribuce. Weibullova distribuce souvisí s řadou dalších distribucí pravděpodobnosti; zejména leží mezi exponenciálním rozdělením (k = 1) a Rayleighovým rozdělením (k = 2 a {\displaystyle \lambda ={\sqrt {2}}\sigma }).
V lékařské statistice a v ekonometrii se používá jiná parametrizace. Parametr tvaru k je stejný jako výše a parametr měřítka je {\displaystyle b=\lambda ^{-k}}.
Někdy se používá i třetí parametrizace, kdy je parametr tvaru k opět stejný jako výše a parametr měřítka je {\displaystyle \beta =1/\lambda }.
Kumulativní distribuční funkce pro Weibullovo rozdělení je
{\displaystyle F(x;k,\lambda )=1-e^{-(x/\lambda )^{k}}\,}
pro x ≥ 0 a F ( x ; k ; λ) = 0 pro x <0.
Kvantilová funkce (inverzní kumulativní distribuční) funkce pro Weibullovo rozdělení je roztažená exponenciální funkce.
{\displaystyle Q(p;k,\lambda )=\lambda (-\ln(1-p))^{1/k}}
pro 0 ≤ p <1.

## Aplikace
Weibullova distribuce se používá
- V analýze přežívání
- V analýze spolehlivosti a poruch
- V elektrotechnice může reprezentovat přepětí vyskytující se v elektrickém systému
- V průmyslovém inženýrství k popisu výrobních a dodacích lhůt
- V teorii extrémních hodnot
- V oblastech předpovídání počasí a větrné energetiky popisuje rozdělení rychlosti větru, protože přirozené rozdělení často odpovídá Weibullovu tvaru[5]
- V inženýrství komunikačních systémů
  - V radarových systémech modeluje rozptyl úrovně přijímaných signálů produkovaných některými typy rušení
  - K modelování fadingu v bezdrátových komunikacích, protože se zdá, že Weibullův model vyhovuje experimentálním měřením zeslabování signálu
- V analýze vyhledávání informací modeluje dobu setrvání uživatelů na webových stránkách.[6]
- V oblasti pojištění bylo Weibullovo rozdělení použito k modelování velikosti pojistných nároků na zajišťovny a kumulativního vývoje ztrát z azbestózy
- Při předpovídání technologických změn (model Sharifa-Islama)
- V hydrologii se Weibullova distribuce aplikuje na extrémní události, jako jsou roční maximální jednodenní srážky a průtoky řek.
- Při popisu velikosti částic generovaných mletím a drcením se používá dvouparametrická Weibullova distribuce, a v těchto aplikacích je někdy známá jako Rosinova-Rammlerova distribuce. V této souvislosti předpovídá méně jemných částic než log-normální rozdělení a je obecně nejpřesnější pro úzké distribuce velikosti částic. Interpretace kumulativní distribuční funkce je, že {\displaystyle F(x;k,\lambda )} je hmotnostní zlomek částic s průměrem menším než {\displaystyle x}, kde {\displaystyle \lambda } je střední velikost částic a {\displaystyle k} je míra rozptýlenosti velikosti částic.
- Při popisu mraků náhodných bodů (jako jsou polohy částic v ideálním plynu): pravděpodobnost nalezení nejbližšího souseda ve vzdálenosti {\displaystyle x} od dané částice je dána Weibullovou distribucí s {\displaystyle k=3} a {\displaystyle \rho =1/\lambda ^{3}} rovným hustotě částic.